# Route nationale 32 (Madagascar)
Pour les articles homonymes, voir Route nationale 32.
La route nationale 32 (N 32) est une route nationale s'étendant de Antsohihy jusqu'à Mandritsara à Madagascar.

## Description
La N32 parcourt 200 km dans les régions de Sofia et d'Alaotra-Mangoro.

## Parcours
Du nord au sud:
- Antsohihy croisement de la N 6.
- Befandriana-Avaratra
- Binara
- Mandritsara
- Marotandrano
- Ambohibary
- Sahavoay
- Marofano
- Ambodivelatra
- Antranoambo
- Antanimenabaka
- Andilamena (prolongée par la RN 3a)